# Seehund

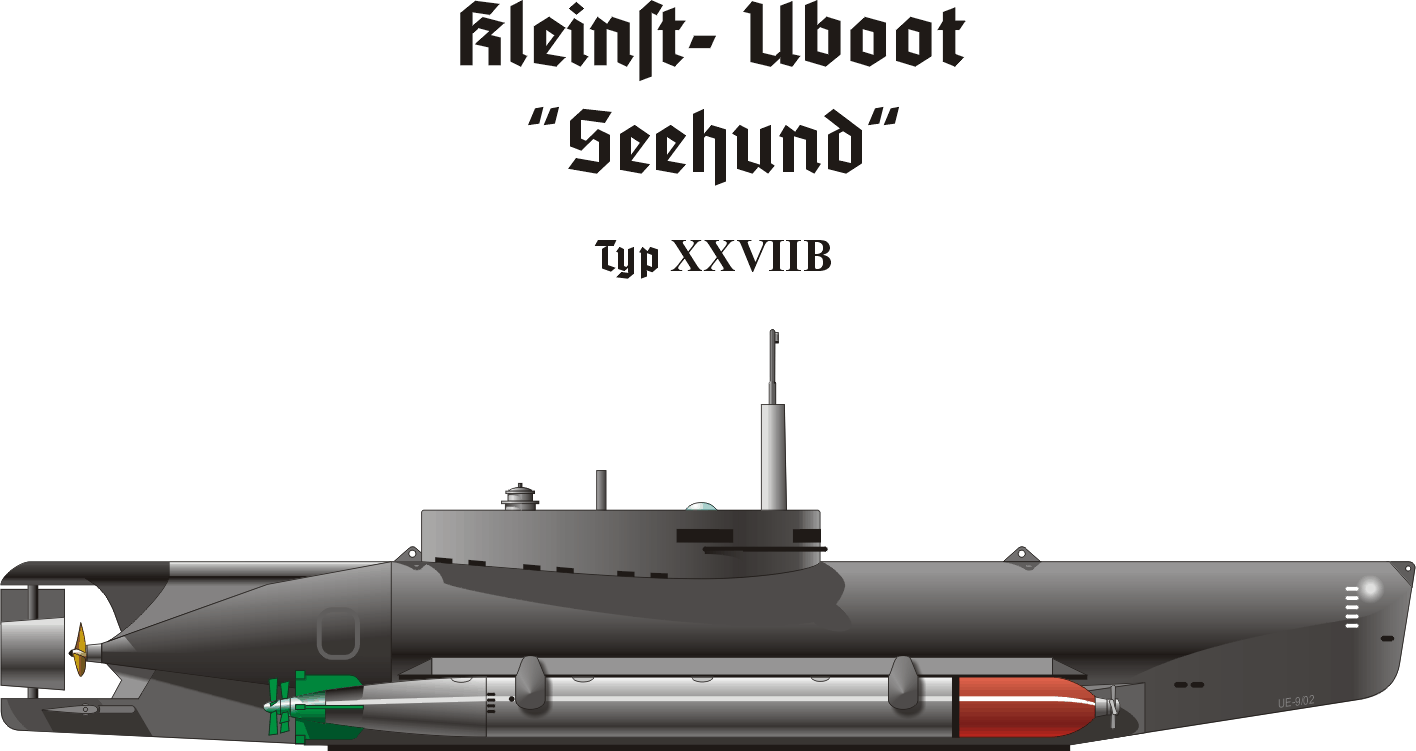
Tekening van de Seehund

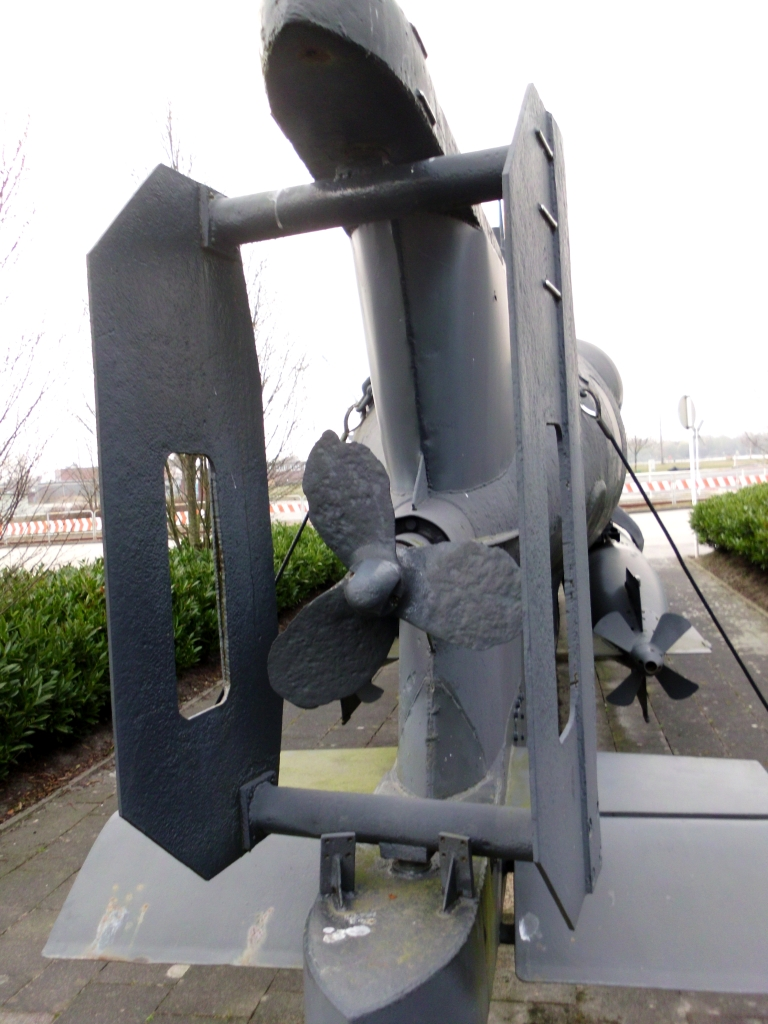
Schroef en roer

De Seehund (Nederlands: Zeehond) was type een mini-onderzeeboot van de Kriegsmarine. De officiële typenummers waren XXVII B, en later de 127. De Seehund werd in de laatste twee jaar van de Tweede Wereldoorlog ingezet en had twee bemanningsleden. De Seehund was een vervolg op de mini-onderzeeër Hecht (Snoek).

## Bouw
De eerste drie prototypes van de Seehund werden in september 1944 gebouwd door de Howaldtswerke-Deutsche Werft in Kiel. Een order van in totaal duizend exemplaren werd bij de volgende werven geplaatst:
- U5001 - U5003 Howaldtswerke AG / Kiel
- U5004 - U5100 Germaniawerft / Kiel
- U5251 - U5350 Schichau-Werke / Elbing
- U5751 - U5800 Klöckner / Ulm
- U6251 - U6252 Schichauwerft / Elbing

Tot het einde van de oorlog werden er 285 exemplaren gebouwd.

## Beschrijving
De onderzeeboot had een waterverplaatsing, inclusief de twee torpedo’s, van bijna 15 ton. De Seehund was 11,865 meter lang kon tot 30 meter diepte duiken. De grootste breedte, inclusief de torpedo’s, was 1,7 meter, maar het gedeelte waar de twee koppige bemanning zat was slechts 1,3 meter breed. De bemanning bestond uit een bevelvoerder en een technicus. Eenmaal aan boord kon de bemanning alleen zitten: er was onvoldoende ruimte om te staan. De aandrijving was dieselelektrisch. De dieselmotor was van het merk Büssing. Hij telde zes cilinders en had een vermogen van 60 pk. De elektromotor van AEG had een vermogen van 25 pk, er waren acht accu’s aan boord. De Seehund had een bereik van ongeveer 300 zeemijl boven water bij een snelheid van 7 knopen. Onderwater kon hij 19 zeemijl varen bij een snelheid van 6 knopen en 63 zeemijl bij een lagere snelheid van 3 knopen.

## Inzet
De Seehunden konden door de geallieerde strijdkrachten moeilijk worden ontdekt, maar met sonar bleken ze wel te traceren. De eerste inzet vanuit de Nederlandse haven IJmuiden vond plaats op 1 januari 1945. Van de achttien uitgevaren Seehunde keerden er die dag zestien niet terug. Bij de volgende opdracht werden tien schepen ingezet, die allemaal verloren gingen. Daarna opereerden de Seehunde op kleinere schaal. In totaal torpedeerden de duikbootjes 93.000 BRT aan geallieerde schepen.
De Kriegsmarine meldde dat op 24 februari 1945 de Franse destroyer La Combattante was getorpedeerd door de U-5330. De melding klopte echter niet: La Combattante was op een mijn gelopen en de U-5330 had de Britse kabellegger Alert getorpedeerd.

## Overgebleven exemplaren
In Nederland resteert een Seehund; een wrak dat geëxposeerd wordt door Bunker Museum IJmuiden.
In Duitsland ligt een exemplaar in het Deutsches Schifffahrtsmuseum in Bremerhaven en in het Technikmuseum Speyer te Speyer. Ook het Franse Musée national de la Marine in Brest heeft een Seehund in haar collectie.